# Atletika na Letních olympijských hrách 1992 – hod oštěpem muži
Hod oštěpem mužů na Letních olympijských hrách 1992 se uskutečnil ve dnech 7. a 8. srpna na Olympijském stadionu v Barceloně. Zlatou medaili získal reprezentant Československa Jan Železný, když výkonem 89,66 metrů vytvořil nový olympijský rekord. Stříbrnou medaili získal Fin Seppo Räty a bronzovou Steve Backley z Velké Británie.

## Rekordy
| Světový rekord    | Steve Backley | Velká Británie | 91,46 m | North Shore |
| Olympijský rekord | Jan Železný   | Československo | 85,90 m | Soul        |

## Medailisté
| Zlato   | Zlato                              | Stříbro | Stříbro                   | Bronz   | Bronz                                |
| ------- | ---------------------------------- | ------- | ------------------------- | ------- | ------------------------------------ |
| Portrét | Jan Železný · Československo (TCH) | Portrét | Seppo Räty · Finsko (FIN) | Portrét | Steve Backley · Velká Británie (GBR) |

## Výsledky finále
| *                | jméno              | země                   | 1     | 2     | 3     | 4     | 5     | 6     | výsledek |
| ---------------- | ------------------ | ---------------------- | ----- | ----- | ----- | ----- | ----- | ----- | -------- |
| Zlatá medaile    | Jan Železný        | Československo         | 89,66 | x     | x     | 88,18 | 86,28 | x     | 89,66 m  |
| Stříbrná medaile | Seppo Räty         | Finsko                 | 78,50 | 86,60 | 81,44 | 83,22 | x     | x     | 86,60 m  |
| Bronzová medaile | Steve Backley      | Velká Británie         | 82,44 | 82,02 | 79,46 | 83,38 | 78,32 | 79,86 | 83,38 m  |
| 4.               | Kimmo Kinnunen     | Finsko                 | x     | 82,62 | x     | x     | x     | x     | 82,62 m  |
| 5.               | Sigurður Einarsson | Island                 | 79,52 | 75,02 | 77,96 | x     | x     | 80,34 | 80,34 m  |
| 6.               | Juha Laukkanen     | Finsko                 | 77,44 | x     | 74,56 | 76,92 | 79,20 | 78,46 | 79,20 m  |
| 7.               | Michael Barnett    | Spojené státy americké | 78,64 | 78,58 | x     | 77,70 | 74,12 | x     | 78,64 m  |
| 8.               | Andrej Ševčuk      | Sjednocený tým         | 77,00 | x     | 77,74 | x     | x     | 73,42 | 77,74 m  |
| 9.               | Gavin Lovegrove    | Nový Zéland            | 74,46 | 77,08 | 76,78 |       |       |       | 77,08 m  |
| 10.              | Tom Pukstys        | Spojené státy americké | 76,72 | x     | 72,12 |       |       |       | 76,72 m  |
| 11.              | Mick Hill          | Velká Británie         | 75,50 | x     | 72,02 |       |       |       | 75,50 m  |
| 12.              | Volker Hadwich     | Německo                | 75,28 | 72,98 | 70,12 |       |       |       | 75,28 m  |